# Leopold II. Fridrich z Egkhu
Leopold II. (Bedřich) z Egkhu a Hungersbachu, hrabě (14. května 1696 Hamburg – 15. prosince 1760), byl 53. olomoucký biskup v letech 1758–1760.

## Životopis
Narodil se 14. května 1696 v Hamburku. Studoval v Olomouci a v Římě, kde dosáhl titul doktora filozofie. Roku 1721 se stal farářem v Mohelnici, poté se stal kanovníkem ve Freisingu a v Olomouci. Roku 1729 získal proboštství v Kroměříži. Dne 26. června 1738 se stal olomouckým arcijáhnem, roku 1750 generálním vikářem a roku 1752 děkanem olomoucké kapituly.
Za olomouckého biskupa byl zvolen 27. dubna 1758. K slavnostní intronizaci došlo vzhledem k válečným událostem mezi Rakouskem a Pruskem až 16. září 1759. Jeho intronizační medaile byla zcela poslední ražbou kroměřížské biskupské mincovny. Biskupství bylo v té době postiženo válkou a Leopold se musel starat o nápravu škod. Byl to člověk obětavý a skromný. Zaměřil se na péči o potřeby vysloužilého duchovenstva. Zemřel 15. prosince 1760 a byl pohřben v kapli Panny Marie Bolestné kostela sv. Mořice v Kroměříži.

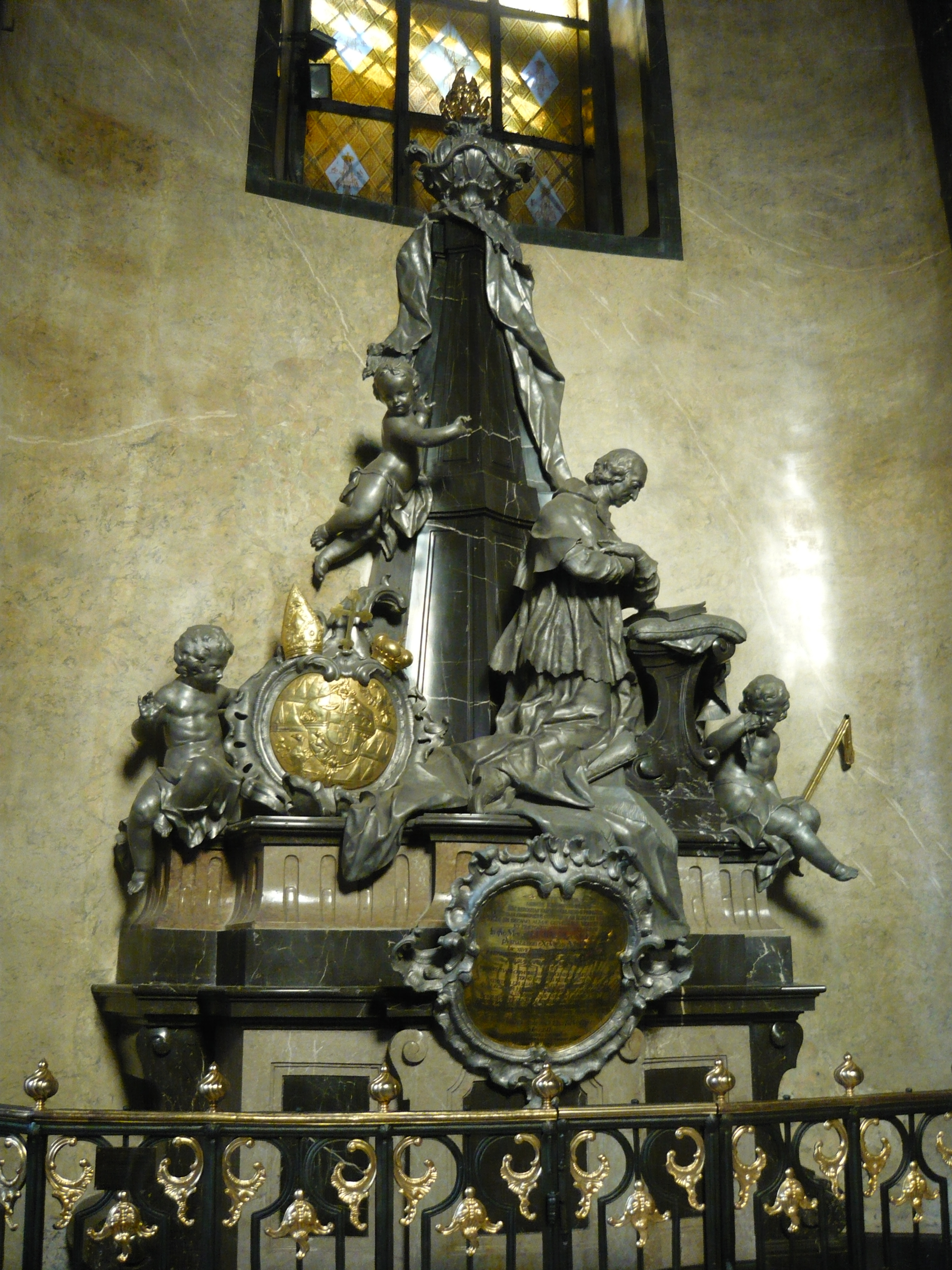
Náhrobek olomouckého biskupa Egkha od Františka Ondřeje Hirnleho